# Крыжановская, Инна Илларионовна
Инна Илларионовна Крыжановская (12 [25] июня 1913, Черкассы, Киевская губерния — 30 ноября 2004) — советский и украинский терапевт, доктор медицинских наук, профессор (1959).

## Биография
Родилась 12 (25) июня 1913 года в городе Черкассы в семье учителей. После окончания школы поступила в Днепропетровский медицинский техникум, который окончила с отличием.
По направлению (распределению) работала фельдшером на заводе имени Петровского в Днепропетровске. Как отличница, без экзаменов была принята на лечебный факультет Днепропетровского медицинского института и в 1938 году получила также диплом с отличием.
По окончании обучения работала врачом-ординатором, заведующим терапевтическим отделением Областной (Игренской) психиатрической больницы (ДОПБ) в Днепропетровске, с 1940 года — главным врачом областной больницы в городе Черновцы. Летом 1941 года переехала в Симферополь и поступила в клиническую ординатуру кафедры внутренних болезней Крымского медицинского института. Во время Великой Отечественной войны, вместе с двумя малолетними сыновьями была эвакуирована сначала в Краснодарский край, а затем в Грузию, где она работала сельским участковым врачом.
В 1943 году с семьёй вернулась в освобождённый Днепропетровск, начала работать врачом-ординатором, затем заведующим терапевтического отделения областной клинической больницы имени Мечникова. В 1944 году вступила в ВКП(б). С 1947 года работала ассистентом кафедры факультетской терапии. В 1953 году защитила кандидатскую диссертацию, в 1957 году — докторскую на тему: «К оценке лечебного действия витамина В1 при хронической недостаточности кровообращения в свете обменных процессов».
С 1956 до 1957 год заведовала кафедрой факультетской терапии-2 Днепропетровского медицинского института, а в 1957—1959 годах — кафедрой факультетской и госпитальной терапии медицинского факультета Улан-Баторского государственного университета. Побывала в Монголии ещё дважды:
- в 1969 году в течение 20 дней консультировала сложных больных, читала лекции врачам;
- в 1976 году принимала участие в съезде медицинских работников, посвящённом 55-летию здравоохранения в МНР.

С 1959 по 1989 год возглавляла кафедру госпитальной терапии Днепропетровского медицинского института, с 1989 года — профессор-консультант кафедры. С 1959 года — проректор по учебной работе, а с августа 1964 до июля 1981 года работала на должности ректора Днепропетровского медицинского института. Под её руководством было создано два новых факультета: стоматологический и факультет усовершенствования врачей, построено пять зданий студенческих общежитий.
Умерла 30 ноября 2004 года. Похоронена в Днепропетровске на Запорожском кладбище.

## Научная деятельность
Автор и соавтор более 300 работ, в том числе 11 монографий, в области заболеваний сердечно-сосудистой системы. Создала кардиологическую школу. Занималась изучением бронхиальной астмы, тромбообразования, профпатологий, патологий печени, язвенной болезни, диффузных заболеваний соединительной ткани, сахарного диабета, развила систему воспитания студенческой молодежи.
Под её руководством выполнено 9 докторских и 49 кандидатских диссертаций.

## Общественная деятельность

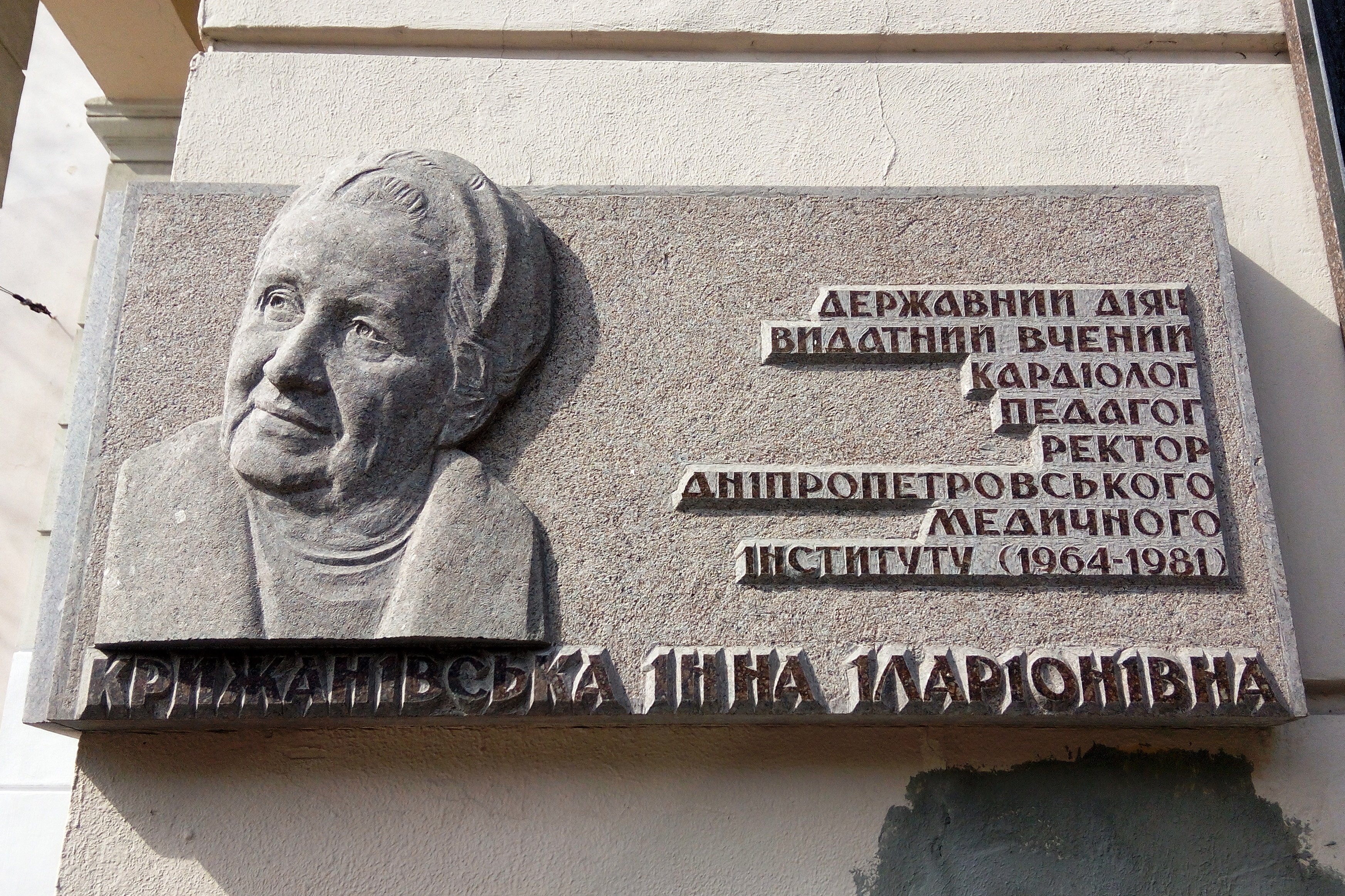
Мемориальная доска И. И. Крыжановской в Днепре

Избиралась депутатом Верховного Совета УССР 7-8 созывов (1967—1975), депутатом Днепропетровского областного совета, заместителем председателя Комитета советских женщин, председателем правления областного комитета Советского фонда мира, председателем правления областного общества терапевтов, членом правления республиканского научного общества терапевтов, председателем совета Дома учёных и членом народного музея истории Днепропетровского медицинского института.

## Награды
- Орден Ленина;
- дважды орден Трудового Красного Знамени;
- Орден Октябрьской Революции;
- Орден Дружбы народов;
- Орден княгини Ольги 3-й степени;
- Медаль «За доблестный труд в Великой Отечественной войне 1941—1945 гг.» (1946);
- Медаль «Ветеран труда»;
- Заслуженный деятель науки УССР (1968);
- Заслуженный работник высшей школы УССР;
- Отличник здравоохранения;
- Серебряная медаль ВДНХ Украины.

Её имя включено в издание «Женщины Украины».